# Cornelis Brandenburg

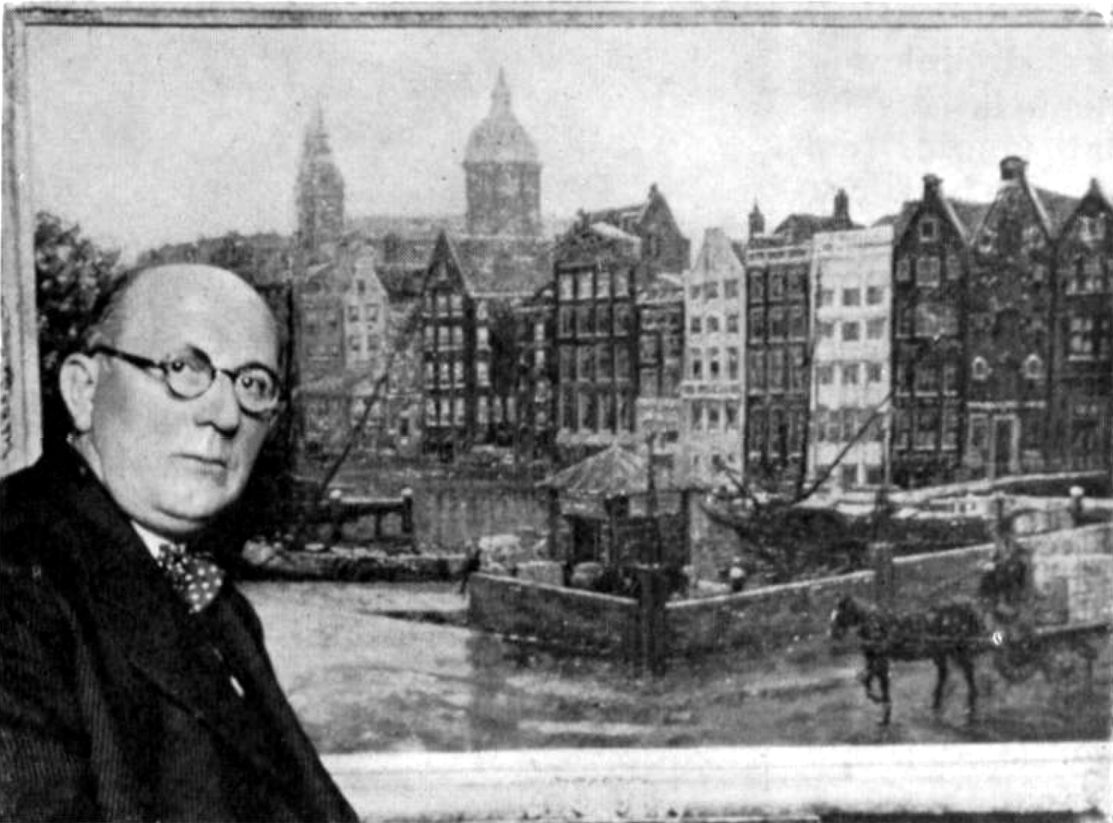
Cornelis Brandenburg

Cornelis Brandenburg (Wormerveer (Zaanstad) , 5 december 1884 - Amsterdam,  18 november 1954) was een Nederlandse etser, tekenaar, plateelschilder en politiek tekenaar. Cornelis Brandenburg is een van Nederlands grootste etsers van stadsgezichten en dan vooral van Amsterdam. Bij het stadsarchief van Amsterdam zijn 64 etsen van hem aanwezig.
Vanaf 1900  tot 1954 was hij  werkzaam in  Amsterdam. Van 1890 tot 1903 had hij een opleiding aan de Teekenschool voor Kunstambachten en de Rijksakademie van beeldende kunsten in Amsterdam, hij was  daar leerling van August Allebé, Antoon Derkinderen, Pieter Dupont en Georg Rueter. 
Aanvankelijk was hij plateelschilder bij De Distel, en daarna tekenaar bij de chemigrafische inrichting van Schnabel in Amsterdam.
Brandenburg was lid van Arti et Amicitiae (Amsterdam).